# Les Bordes-sur-Arize
Les Bordes-sur-Arize település Franciaországban, Ariège megyében. Lakosainak száma 472 fő (2022. január 1.). Les Bordes-sur-Arize Campagne-sur-Arize, Carla-Bayle, Castéras, Le Mas-d’Azil és Sabarat községekkel határos.

## Népesség
A település népességének változása:
| Lakosok száma | 406  | 386  | 446  | 547  | 514  | 511  | 518  | 505  | 499  | 472  |
|               | 1968 | 1982 | 1990 | 2006 | 2013 | 2015 | 2017 | 2019 | 2020 | 2022 |